# Lillie Langtry
Lillie Langtry, ursprungligen Emilie Charlotte Le Breton, född 13 oktober 1853 i Saint Saviour på Jersey, död 12 februari 1929 i Monte Carlo, var en brittisk skådespelerska. Hon är känd för sitt förhållande med kung Edvard VII av Storbritannien.

## Biografi
Lillie Langtry var dotter till en kyrkoherde och gifte sig 1874 med Edward Langtry, som avled 1897. 1899 gifte hon sig med Hugo de Bathe. Langtry var älskarinna till prinsen av Wales, sedermera kung Edvard VII av Storbritannien, från slutet av 1877 till juni 1880. De hade blivit presenterade för varandra på en middag hos Allen Young. Förhållandet var välkänt och mer eller mindre officiellt och hon presenterades för både drottning Viktoria och Edvards maka Alexandra. Edvard lät uppföra lantegendomen Red House i Dorset för henne, som hon också fick designa. Enligt myten ska Edvard ha avslutat relationen sedan hon uppfört sig opassande på en middag. 1880 planerade Langtrys make att ta ut skilsmässa från henne med motiveringen att hon hade begått äktenskapsbrott med bland andra prinsen av Wales.
Langtry gjorde scendebut i London 1881, som den första gifta societetsdam som arbetade som yrkesaktris. Hennes omvittnade skönhet bidrog till hennes framgångar på scenen. Hennes största framgång var som Rosalinda i William Shakespeares Som ni behagar.
Langtry drev från och med 1901 Imperial Theatre i London.
Från 1907 bar hon titeln Lady de Bathe. 1925 gav hon ut memoarboken The Days I Knew.

## I kulturen
Langtry kallades efter sin födelseort för the Jersey Lily och hon ansågs vara en av sin tids vackraste kvinnor. Det finns en berömd målning från 1878 av henne av den brittiske konstnären John Everett Millais, som heter A Jersey Lily. År 1978 producerades en TV-serie om hennes liv, Lillie, med Francesca Annis i huvudrollen. I Sverige visades serien 1980. Langtry har en krater på Venus uppkallad efter sig.

## Galleri

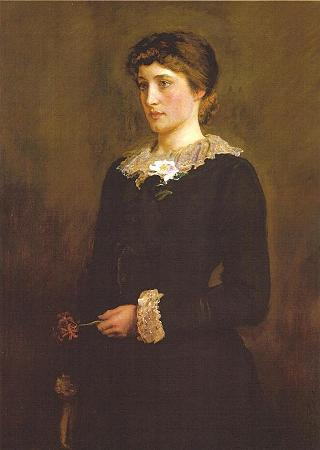
”A Jersey Lily”, porträtt av Lillie Langtry (1878) av John Everett Millais.
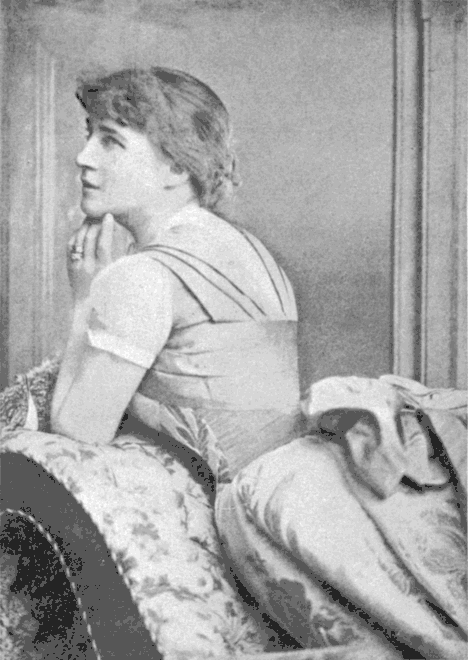
Lillie Langtry 1899.